# Sabazan
Sabazan település Franciaországban, Gers megyében. Lakosainak száma 127 fő (2022. január 1.). Sabazan Aignan, Bétous, Bouzon-Gellenave és Loubédat községekkel határos.

## Népesség
A település népessége az elmúlt években az alábbi módon változott:
| Lakosok száma | 147  | 142  | 151  | 141  | 127  | 132  | 136  | 138  | 134  | 127  |
|               | 1968 | 1982 | 1990 | 2006 | 2013 | 2015 | 2017 | 2019 | 2020 | 2022 |